# Валентин Драгнев
Валентин Драгнев (на немски: Valentin Dragnev) е австрийски шахматист от български произход.
Има звание международен майстор, състезава се за Австрия. Към април 2017 г. се състезава за шахклуб „Байерн Мюнхен“ и има ЕЛО от 2515.
През 2014 г. получава званието ФИДЕ майстор, а със званието международен майстор е удостоен на конгреса на ФИДЕ в Москва, провел се между 27 и 30 април 2016 г. 